# Marc-Pierre de Voyer de Paulmy d'Argenson
Marc-Pierre de Voyer de Paulmy conte d'Argenson (Parigi, 16 agosto 1696 – Parigi, 22 agosto 1764) è stato un politico francese.

## Biografia
Figlio cadetto di Marc-René (1652-1721) e fratello di René-Louis de Voyer de Paulmy d'Argenson, fu avvocato del re allo Châtelet (1717), consigliere del Parlamento di Parigi poi maître des requêtes (1719), carica giudiziaria con competenza in materia di sigilli, stampe e mandati di arresto del Consiglio del Re. Dopo un breve incarico di luogotenente generale di polizia nel 1720, fu nominato intendente della Turenna. Nuovamente luogotenente di polizia dal 1722 al 1724 fu anche, nel 1723, cancelliere del duca d'Orléans.

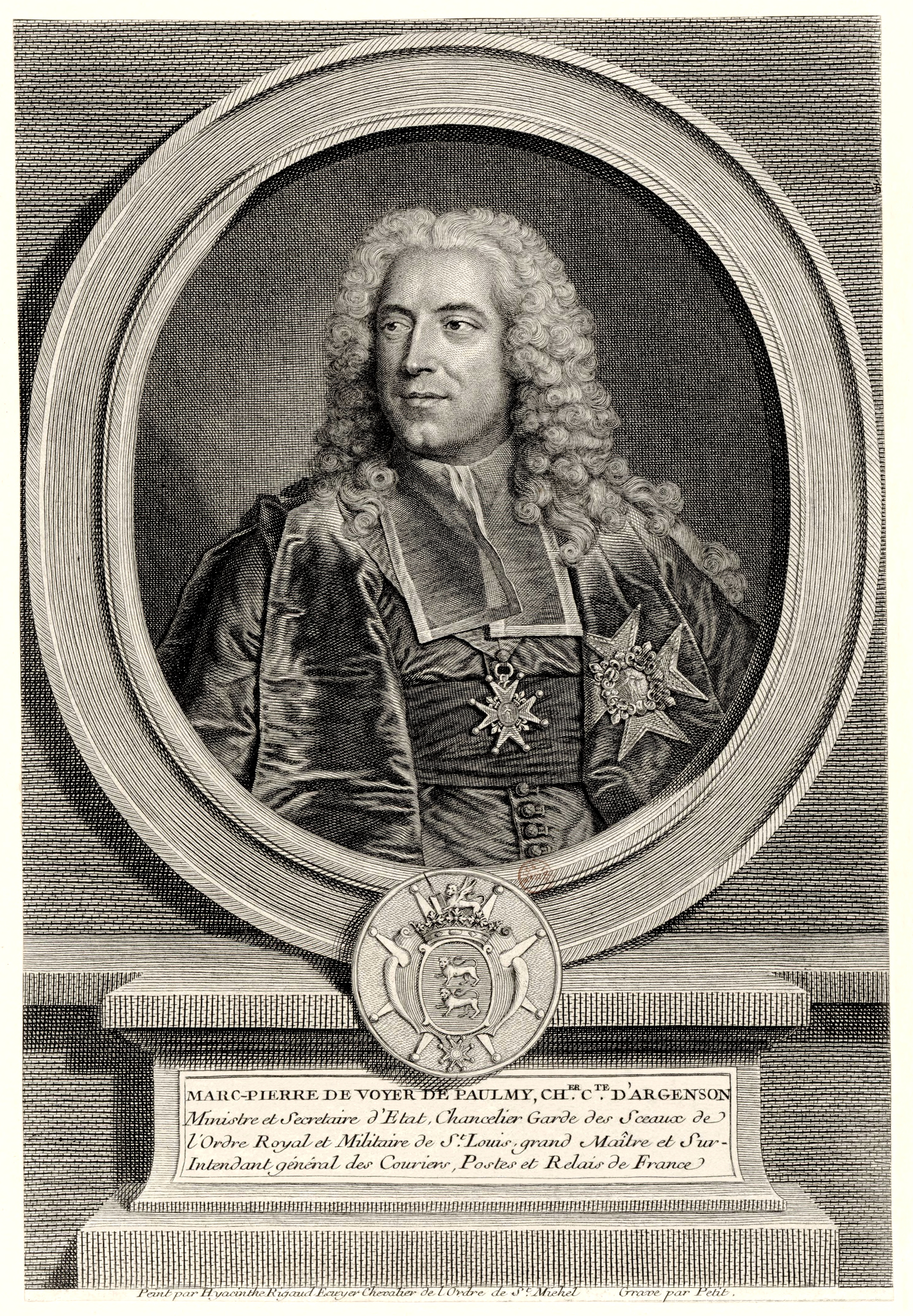
Marc-Pierre de Voyer de Paulmy d'Argenson

La morte del suo protettore, avvenuta quello stesso anno, arrestò la sua ascesa per una quindicina d'anni. Consigliere di Stato nel 1724, d'Argenson entrò nelle commissioni del Consiglio, sforzandosi di favorire gli interessi della casa d'Orléans: secondo il fratello, egli diede alla cancelleria d'Orléans «l'importanza di un ministero». Legato al re polacco Stanislao Leszczyński, entrò nella cerchia della figlia di questi, la regina di Francia Maria Leszczyńska, moglie di Luigi XV, a fianco del suo miglior amico, il presidente Hénault e, benché poco religioso, si appoggiò sui devoti allo scopo di riprendere piede in politica.
Nominato dal cardinale Fleury direttore della libreria e poi presidente del Gran Consiglio di Francia (1738-1740), e intendente di Parigi (1740), rinuncia alla cancelleria d'Orléans. Nel gennaio del 1743 diviene, alla morte di François Victor Le Tonnelier de Breteuil, ministro della Guerra. Sostiene le riforme dell'esercito introdotte da Maurizio di Sassonia, con il potenziamento delle artiglierie, che contribuiscono alle vittorie militari del 1744 - 1745. L'apogeo del suo successo coincide con la disgrazia del fratello, il marchese d'Argenson. Prosegue l'attività riformatrice istituendo il corpo dei granatieri (1744), gli ospedali militari (1746-1747), la Scuola del genio a Mézières (1749-1750), la Scuola e i campi militari, l'addestramento secondo il modello prussiano (1750-1755).
Nel 1749, con il licenziamento di Maurepas, ottenne anche il dipartimento di Parigi e fece progettare gli Champs-Élysées e la place Louis XV.
Inizialmente amico di Madame de Pompadour, fu poi colpito dalla sua ostilità a causa della sua vicinanza con il partito della regina e della opposizione all'alleanza con l'Austria: condusse allora una sorda lotta contro il suo rivale Jean-Baptiste de Machault d'Arnouville. Esiliato nel suo castello di Ormes nel febbraio 1757, fu sostituito col nipote marchese de Paulmy. Poté tornare a Parigi solo dopo la morte della sua potente nemica, ma morì pochi mesi dopo.
Amico e protettore di illuministi, Denis Diderot e Jean le Rond d'Alembert gli dedicarono l'Encyclopédie, mentre Voltaire, cui procurò materiali per l'opera storica Le Siècle de Louis XIV, lo ringraziò scrivendogli che l'opera gli apparteneva, perché «fatta in gran parte nei vostri uffici e per vostro ordine». D'Argenson fu anche membro onorario dell'Académie des inscriptions et belles-lettres nel 1748.